# Pratya Narach
Pratya Narach (* 9. Januar 1989 in Chanthaburi) ist ein ehemaliger thailändischer Fußballspieler.

## Karriere
Pratya Narach stand 2010 beim Chanthaburi FC unter Vertrag. Wo er vorher gespielt hat, ist unbekannt. Der Verein aus Chanthaburi spielte in der zweiten thailändischen Liga, der Thai Premier League Division 1. 2011 wechselte er zum Ligakonkurrenten Bangkok United nach Bangkok. Als Tabellendritter 2012 stieg er mit Bangkok in die erste Liga auf. Bis Mitte 2013 spielte er zweimal für United in der ersten Liga. Die Rückserie wurde er an den Angthong FC ausgeliehen. Mit dem Verein aus Ang Thong spielte er in der dritten Liga, der damaligen Regional League Division 2. Hier trat Angthong in der Central/East Region an. Mit Angthong wurde er Meister der Region und stieg in die zweite Liga auf. Von 2014 bis 2018 spielte er für die Drittligisten Paknampho NSRU FC, Internazionale Pattaya, Pluakdaeng United FC und dem Lamphun Warrior FC.
Seit dem 1. Januar 2019 ist er vertrags- und vereinslos.

## Erfolge
Angthong FC
- Regional League Division 2 – Central/East: 2013  ▲